# Doxocopa fruhstorferi
Doxocopa fruhstorferi är en fjärilsart som beskrevs av Felix Bryk 1928. Doxocopa fruhstorferi ingår i släktet Doxocopa och familjen praktfjärilar. Inga underarter finns listade i Catalogue of Life.